# 二龙河 (漠河)
二龙河，位于中华人民共和国黑龙江省漠河市境内，是额木尔河右岸支流，发源于漠河市东部的大兴安岭北麓，自南向北流经阿木尔林业局长山林场、依林林场，过龙河林场后下行4千米汇入额木尔河。河流全长65千米，流域面积1423平方千米，平均水深0.6米左右，河道比降0.56‰，弯曲系数6.76，年均径流量2.24亿立方米。流域内森林资源丰富，属于阿木尔林业局管辖。